# 皮克尼克海峽
64°20′S 56°55′W / 64.333°S 56.917°W
皮克尼克海峽（瑞典語：Ripamonti），是南極洲的海峽，位於葛拉漢地，長2.8公里、寬0.9公里，處於斯諾希爾島和西摩島之間，在1902年由奧托·努登舍爾德率領的瑞典探險隊發現，現時由南極條約體系管理。